# Вибори до Європейського парламенту в Хорватії 2024
Вибори до Європейського парламенту в Хорватії 2024 (хорв. Izbori za Europski parlament 2024. u Hrvatskoj) — четверті вибори до Європейського парламенту в Хорватії з моменту її вступу до Європейського Союзу та треті чергові європейські вибори в країні. Проведені 9 червня 2024 року по всій Хорватії, яка на виборах до Європарламенту являє собою єдиний загальнодержавний хорватський виборчий округ.
Вибори відбулися в супервиборчий рік (хорв. superizborna godina) — рік потрійних виборів у країні: до хорватського парламенту, до Європарламенту і президентських. Паралельно з цими виборами цього самого дня в чотирьох адміністративних одиницях проходили місцеві вибори, а саме в Госпичі, Отоку, Рабі і Раші.

## Тло
Після попередніх національних виборів до Європарламенту 2019 року прем'єр-міністра Андрея Пленковича було переобрано як на парламентських виборах 2020, так і 2024 року. Після останніх правляча Хорватська демократична співдружність (ХДС), яка не набрала абсолютної більшості, сформувала коаліційний уряд із правим Вітчизняним рухом.

## Вихідний склад
У таблиці наведено детальний склад хорватських місць у Європейському парламенті станом на 23 січня 2024 року. Всі чинні депутати Європарламенту балотуються на переобрання.
| Парламентська фракція  | Парламентська фракція                        | Місця  | Партія | Партія                                | Місця | Депутати                                                         |
| ---------------------- | -------------------------------------------- | ------ | ------ | ------------------------------------- | ----- | ---------------------------------------------------------------- |
|                        | Європейська народна партія                   | 4 / 12 |        | Хорватська демократична співдружність | 4     | - Сунчана Главак - Карло Реслер - Томислав Сокол - Желяна Зовко  |
|                        | Прогресивний альянс соціалістів і демократів | 4 / 12 |        | Соціал-демократична партія Хорватії   | 4     | - Біляна Борзан - Романа Єркович - Предраг Матич - Тоніно Піцула |
|                        | Позафракційні                                | 2 / 12 |        | Право і справедливість                | 2     | - Іван Вілібор Синчич - Мислав Колакушич                         |
|                        | Оновити Європу                               | 1 / 12 |        | Демократична асамблея Істрії          | 1     | - Вальтер Флего                                                  |
|                        | Європейські консерватори та реформісти       | 1 / 12 |        | Хорватські сувереністи                | 1     | - Ладислав Ілчич                                                 |
| Разом                  | Разом                                        | Разом  | Разом  | Разом                                 | 12    |                                                                  |
| Джерело: Європарламент |                                              |        |        |                                       |       |                                                                  |

## Результати
| Партія                            | Голоси  | %      | Місця |
| --------------------------------- | ------- | ------ | ----- |
| ХДС                               | 264 415 | 35,13  | 6     |
| Коаліція СДП                      | 192 859 | 25,62  | 4     |
| Вітчизняний рух                   | 66 541  | 8,84   | 1     |
| Можемо!                           | 44 670  | 5,93   | 1     |
| Коаліція ДАІ                      | 41 710  | 5,54   | 0     |
| Незалежний список Ніни Скочак     | 30 369  | 4,03   | 0     |
| Коаліція Мосту незалежних списків | 30 155  | 4,01   | 0     |
| Право і справедливість            | 22 425  | 2,98   | 0     |
| Рішучість і справедливість        | 10 328  | 1,37   | 0     |
| Решта                             | 49 189  | 6,54   | 0     |
| Усього                            | 752 661 | 100,00 | 12    |
| ДВК                               |         |        |       |